# Gare d'Ébersviller
La gare d’Ébersviller est une gare ferroviaire française située sur le territoire de la commune d’Ébersviller, dans le département de la Moselle, en région Grand Est.
Elle est mise en service en 1904 par la Direction générale impériale des chemins de fer d'Alsace-Lorraine (EL).
C'était une halte voyageurs de la Société nationale des chemins de fer français (SNCF), du réseau TER Grand Est, n'est plus desservie par des trains express régionaux, seulement des bus régional a Ebersviller centre.

## Situation ferroviaire
Établie à 236 mètres d'altitude, la gare d’Ébersviller est située au point kilométrique (PK) 25,604 de la ligne de Thionville à Anzeling, entre les gares de Hombourg-Budange et d'Anzeling.

## Histoire
La gare d'Ébersviller est construite en 1904 par la Direction générale impériale des chemins de fer d'Alsace-Lorraine (EL).
Elle était à l'origine une gare aux marchandises, par la suite elle a également été ouverte au service des voyageurs.
Le 19 juin 1919, la gare entre dans le réseau de l'Administration des chemins de fer d'Alsace et de Lorraine (AL), à la suite de la victoire française lors de la Première Guerre mondiale. Puis, le 1er janvier 1938, cette administration d'État forme avec les autres grandes compagnies la SNCF, qui devient concessionnaire des installations ferroviaires d'Ébersviller. Cependant, après l'annexion allemande de l'Alsace-Lorraine, c'est la Deutsche Reichsbahn qui gère la gare pendant la Seconde Guerre mondiale, du 1er juillet 1940 jusqu'à la Libération (en 1944 – 1945).
En 2014, la SNCF estime la fréquentation de la gare à 6 698 voyageurs.

## Service des voyageurs

### Accueil
Arrêt Routier  SNCF, c'est un point d'arrêt non géré (PANG) à accès libre.

### Desserte
Ébersviller était desservie par les trains TER Grand Est qui effectuent des missions entre les gares de Thionville et de Bouzonville.

### Intermodalité
Le stationnement des véhicules est possible à proximité. Elle est desservie par des autocars TER Grand Est (ligne Thionville - Bouzonville - Creutzwald gare routière).

## Patrimoine ferroviaire
L'ancien bâtiment voyageurs a été vendu à un particulier et est devenu une habitation privée.